# Papilio epenetus
Papilio epenetus là một loài bướm thuộc họ Bướm phượng (Papilionidae). 
Loài Papilio epenetus được mô tả năm 1861 bởi Hewitson. Loài bướm Papilio epenetus sinh sống ở .

## Hình ảnh

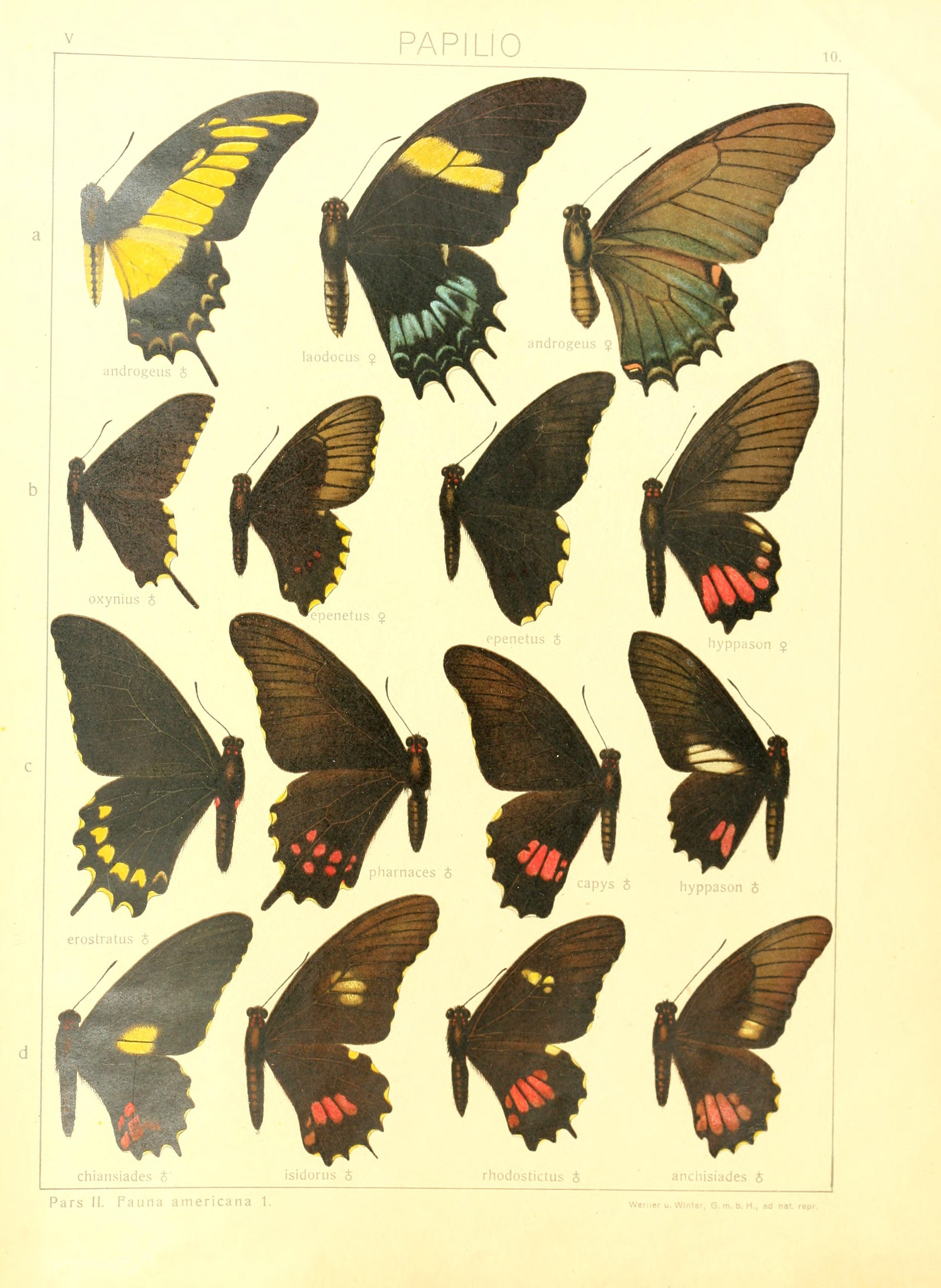

- Tập tin:Papilio epenetus.jpg